# タベルソニン 16-O-メチルトランスフェラーゼ
タベルソニン 16-O-メチルトランスフェラーゼ(Tabersonine 16-O-methyltransferase、EC 2.1.1.94)は、以下の化学反応を触媒する酵素である。
S-アデノシル-L-メチオニン + 16-ヒドロキシタベルソニン{\displaystyle \rightleftharpoons }S-アデノシル-L-ホモシステイン + 16-メトキシタベルソニン
従って、この酵素の2つの基質はS-アデノシル-L-メチオニンと16-ヒドロキシタベルソニン、2つの生成物はS-アデノシル-L-ホモシステインと16-メトキシタベルソニンである。
この酵素は、転移酵素、特に1炭素基を転移させるメチルトランスフェラーゼのファミリーに属する。系統名は、S-アデノシル-L-メチオニン:16-ヒドロキシタベルソニン 16-O-メチルトランスフェラーゼである。その他よく用いられる名前に、11-demethyl-17-deacetylvindoline 11-methyltransferase、11-O-demethyl-17-O-deacetylvindoline O-methyltransferase、S-adenosyl-L-methionine:11-O-demethyl-17-O-deacetylvindoline、11-O-methyltransferase等がある。この酵素は、インドールやトコン系のアルカロイドの生合成に関与している。